# Hunstanworth
Hunstanworth – wieś i civil parish w Anglii, w hrabstwie Durham. Leży 33 km na zachód od miasta Durham i 392 km na północ od Londynu. W 2011 roku civil parish liczyła 116 mieszkańców.